# Georg Götze

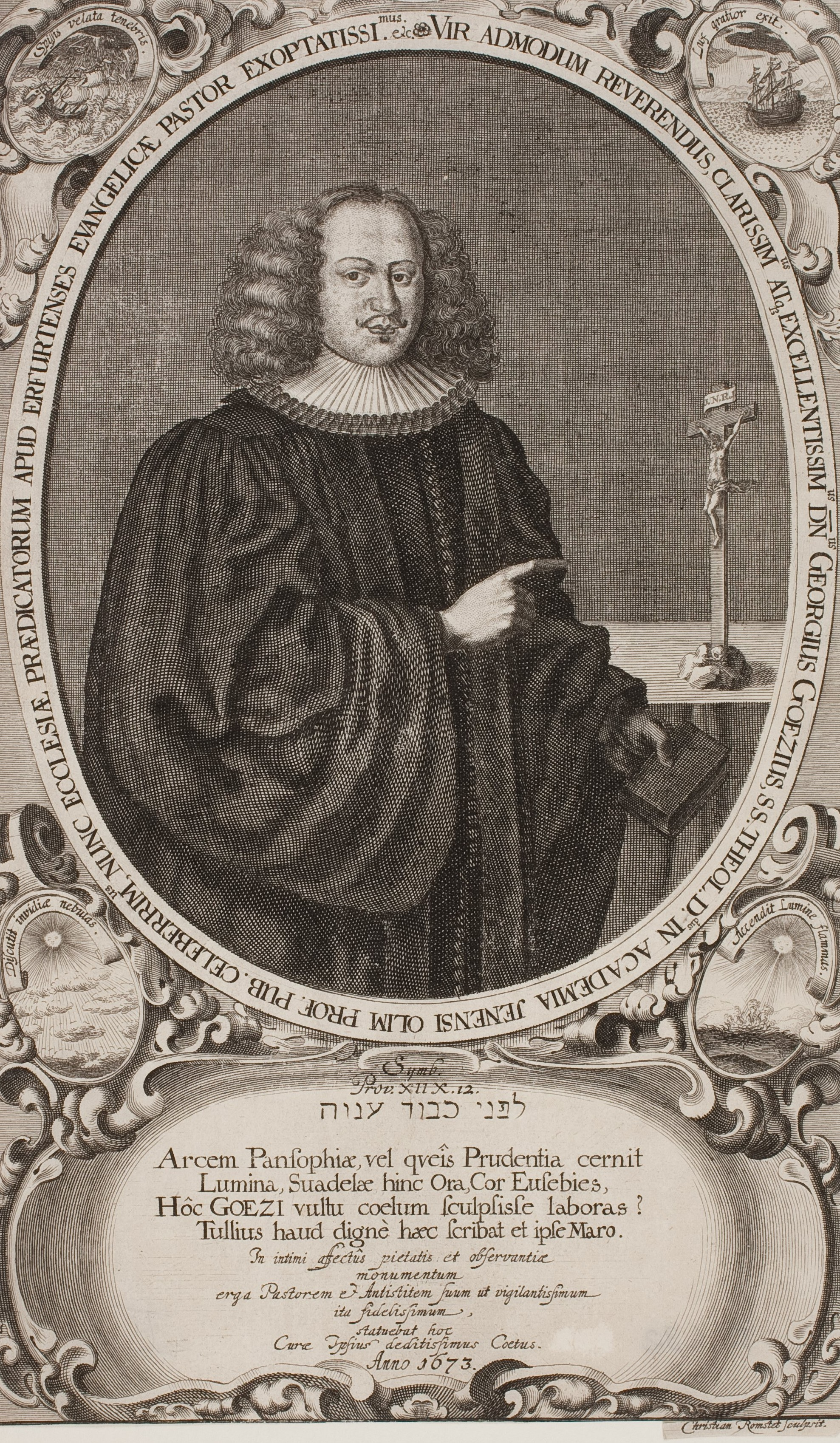
Georg Götze (1673)

Georg Götze auch: Goeze, Goezius, Goez (* 11. Juni 1633 in Wichmar; † 3. April 1699 in Jena) war ein deutscher lutherischer Theologe.

## Leben
Götze war der Sohn des gleichnamigen Küchenmeisters bei dem Baron von Schenk von Tautenberg und dessen Frau Justina Rivinus (Bachmann). Als zehnjähriger kam er auf die Schule in Naumburg wo Johann Sebastian Mitternacht der Rektor war. Mit Mitternacht zog er 1642 an das Gymnasium Ruthenum in Gera, wo auch der Konrektor Valentin Berger (1620–1675) sein Lehrer wurde. Letzteren folgte er nach Halle, wo ihn Paul Röber zu theologischen Studien animierte. So bezog er Februar 1652 die Universität Jena, wo er zunächst ein Studium der philosophischen Wissenschaften bei Daniel Stahl, Philipp Horst, Paul Slevogt, Johann Zeisold, Johann Frischmuth und Erhard Weigel absolvierte. Nachdem er den akademischen Grad eines Magisters der Philosophie erworben hatte und 1656 zum Poeta laureatus ernannt worden war, übernahm er 1656 eine Hauslehrerstelle der drei Söhne des herzoglich weimarischen Geheimrats Rudolph Wilhelm Krause (* 8. April 1612 in Naumburg; † 30. Januar 1689 in Weimar).
Mit dessen ältesten gleichnamigen Sohn, gelangte er wieder an die Universität Jena. Hier verfolgte er bei Johannes Musaeus, Christian Chemnitz, Johann Ernst Gerhard und Sebastian Niemann theologische Studien. Daneben beteiligte er sich auch am Vorlesebetrieb der Jenaer Hochschule. 1661 wurde er Adjunkt der philosophischen Fakultät und 1665 Professor der Ethik und Politik. Als solcher beteiligte er sich auch an den organisatorischen Aufgaben der Hochschule und war im Sommersemester 1667 Rektor der Alma Mater. Nachdem er sich 1672 das Lizentiat der Theologie erworben hatte, ging er als erster Pfarrer an die Erfurter Predigerkirche. 1676 übernahm er das erste Pfarramt an der Hildesheimer St.-Andreas-Kirche, sowie die dortige Superintendentur. Einen Ruf nach Hamburg als Hauptpastor der Hauptkirche St. Nikolai schlug er 1680 aus. 1684 zog er wieder nach Jena, wo er erster Pfarrer der St.-Michaelis-Kirche, Generalsuperintendent, Kirchenrat und Oberhofprediger wurde. An einem Geschwür leidend, verstarb er schließlich und wurde am 7. April 1699 begraben.

## Familie
Götze heiratete am 2. Oktober 1665 in Jena Sophia Regina Musaeus (* 14. Januar 1649 in Jena; † 8. September 1722 in Jena), die Tochter des Professors Johannes Musaeus und dessen Frau Anna Margaretha Foerster (* 5. Februar 1630 in Erfurt; † 18. August 1670 in Jena). Aus der Ehe stammen sechs Töchter. Von diesen kennt man:
- Sophia Götze (* 3. Dezember 1666 in Jena; † 18. August 1720 in Jena) verheiratet mit Johann Philipp Slevogt
- Sybilla Götze (get. 30. Dezember 1672 in Erfurt (Predigerkirche)) verheiratet am 29. Juli 1691 in Jena mit dem Professor in Helmstedt Johann Andreas Schmidt (* 28. August 1652 in Worms; † 12. Juni 1726 in Helmstedt)
- Anna Götze (get. 15. April 1675 in Erfurt (Predigerkirche)) verheiratet mit Johann Georg Reuter in Daaden
- Anna Catharina Götze verheiratet am 9. Oktober 1697 mit dem Professor der Medizin in Jena Ernst Heinrich Wedel (* 1. August 1671 in Jena; † 6. September 1721 ebenda)
- Anna Dorothea Götze verheiratet 1698 mit dem Advokaten am Jenaer Oberhofgericht, später sächsischen Hofrats, der Juristenfakultät und des Schöppenstuhl Präses, sowie Professor der canonischen Rechte (Kirchenrecht) Johann Christian Schröter (* 28. Januar 1659 in Gotha; † 25. Juni 1731 ebenda)
- Regina Götze verheiratet mit Georg Ulrich Marbach (* 1687 in Straßburg; † 22. August 1717 in Jena), dem Sohn des Straßburger Professors Ulrich Marbach (1651–1720), immatrikuliert 23. März 1709 Universität Jena

## Werke (Auswahl)
- (Hrsg.): August Buchners kurzer Weg=Weiser zur Deutschen Tichtkunst/ Aus ezzlichen geschriebenen Exemplarien ergänzet/ mit einem Register vermehret/ und auff vielfältiges Ansuchen der Studierenden Jugend izo zum ersten mahl hervorgegeben […]. Jena 1663. (Fotomechanischer Neudruck der Originalausgabe, hrsg. vom Zentralantiquariat der Deutschen Demokratischen Republik, Leipzig 1977).
- Scholae Salanae, sive discursus de quaestione: An et quomodo Deus sit in Praedicamento ? in Illustri Salana ab aliquot retro annis et proxime habiti, occasione eorum quae contra meritissimos atque celeberrimos viros disputati nuper coeperunt, in unum fasciculum collecti et publici Juris facti. Bauhofer, Jena 1663. (Digitalisat)
- Leich-Abdanckungen. Nebenst einem Anhange ezzlicher Deutscher Reed-Ubungen. Birkner, Jena 1672. (Digitalisat)
- Achilles Germanicus, s. Albertus Elector. Brandenburgicus. Bauhofer, Jena 1670. (Digitalisat)
- Cataclysmus Thuringiacus, vulgo Die Thüringische Sündflut. Jena 1670 (reader.digitale-sammlungen.de).
- Disp. de Redemtore Hebraeorum ad Leu, XX, 25. (Resp. Johannes Wezel) Krebs, Jena 1661. (Digitalisat)
- Gô'ēl had-dām sive dissertatio de vindice sanguinis quae est de redemptore Ebraeorum secunda. (Resp. Nicolaus Saurwaldt) Krebs, Jena 1662. (Digitalisat)
- Phatnē tu Christu sive de praesepio Christi lucubratiuncula. Bauhöffer, Jena 1662. (Digitalisat)
- Phatnē tu Christu sive dissertationis de praesepio Christi pars altera. (Resp. Theophilus Roeser) Bauhöffer, Jena 1662. (Digitalisat)
- De Culpa et Reatu. (Resp. Petrus Vehr) Werther, Jena 1667. (Digitalisat)
- Iudas Apanxamenos, Sive De Suspendio Judae Diatribe Academica (Resp. Johannes Warneck) Bauhöffer, Jena 1661. (Digitalisat)
- Rhetorica Ecclesiastica. In Usum Privatae Institutionis. Erich & Gleditsch, Jena/Leipzig 1700.
- Lieder-Betrachtung, welche Er über etliche bekannte Kirchen-Gesänge, an statt des Eingangs nach dem Text in öffentlichen Predigten A. 1692 zu Jena gehabt. Jena 1703.